# Peliala bergealis
Peliala bergealis là một loài bướm đêm trong họ Erebidae.